# Guéret
Pour les articles homonymes, voir Guéret (homonymie).
Guéret est une commune française, préfecture du département de la Creuse dans la région Nouvelle-Aquitaine.
Après avoir été d'abord la capitale du comté de la Marche au Moyen Âge, la ville est devenue le chef-lieu du département de la Creuse depuis 1790. Ses habitants sont appelés les Guérétois.

## Géographie

### Localisation
Guéret est située sur un vaste plateau entre la Creuse et la Gartempe, au pied du Puy de Gaudy et du Maupuy qui atteignent 651 et 683 m. Elle est arrosée par la Naute qui y prend sa source, alimente l'étang de Courtille (ou de Courtilles), puis marque la limite communale à l'ouest, avec Saint-Sulpice-le-Guérétois. Un autre affluent de la Creuse, le ruisseau de la Fontaine aux Sangliers prend sa source dans le sud de la commune, en forêt de Chabrières.
La ville s'incline sur les pentes de la colline de Guéret Grancher où l'altitude atteint 571 m.
Elle marque la limite entre la prédominance du bocage marchois dans le nord de la Creuse et du domaine forestier dans le sud.
Guéret se situe dans le centre-ouest de la Creuse. Elle est bordée par la RN 145 qui traverse le département selon un axe ouest - nord-est. En voiture la ville est à environ 1 heure de Limoges, 1 h 50 de Clermont-Ferrand et de Vichy, 2 heures de Poitiers, 2 h 30 d'Orléans, 3 h 15 de Lyon, 3 h 30 de Bordeaux, 3 h 40 de Toulouse et 4 heures de Paris ; elle est également à environ 45 minutes de Montluçon et d'Aubusson, à 1 h 15 de Châteauroux, et à 1 h 50 de Brive et de Tulle.

### Communes limitrophes
| Saint-Sulpice-le-Guérétois | Saint-Fiel       | Saint-Fiel Sainte-Feyre |
| Saint-Léger-le-Guérétois   | Guéret           | Sainte-Feyre            |
| La Chapelle-Taillefert     | Saint-Christophe | Savennes                |

### Climat
Pour des articles plus généraux, voir Climat de la Nouvelle-Aquitaine et Climat de la Creuse.
En 2010, le climat de la commune est de type climat des marges montargnardes, selon une étude s'appuyant sur une série de données couvrant la période 1971-2000. En 2020, Météo-France publie une typologie des climats de la France métropolitaine dans laquelle la commune est exposée à un climat de montagne ou de marges de montagne et est dans la région climatique Ouest et nord-ouest du Massif Central, caractérisée par une pluviométrie annuelle de 900 à 1 500 mm, maximale en automne et en hiver.
Pour la période 1971-2000, la température annuelle moyenne est de 10,1 °C, avec une amplitude thermique annuelle de 15 °C. Le cumul annuel moyen de précipitations est de 1 096 mm, avec 13,1 jours de précipitations en janvier et 8,6 jours en juillet. Pour la période 1991-2020, la température moyenne annuelle observée sur la station météorologique installée sur la commune est de 11,3 °C et le cumul annuel moyen de précipitations est de 1 103,0 mm,. Pour l'avenir, les paramètres climatiques de la commune estimés pour 2050 selon différents scénarios d'émission de gaz à effet de serre sont consultables sur un site dédié publié par Météo-France en novembre 2022.
| Mois                                  | jan.           | fév.          | mars           | avril         | mai           | juin          | jui.          | août          | sep.          | oct.          | nov.          | déc.           | année      |
| ------------------------------------- | -------------- | ------------- | -------------- | ------------- | ------------- | ------------- | ------------- | ------------- | ------------- | ------------- | ------------- | -------------- | ---------- |
| Température minimale moyenne (°C)     | 0,5            | 0,4           | 2,4            | 4,3           | 8             | 11            | 12,8          | 12,4          | 9,4           | 7,3           | 3,2           | 1,3            | 6,1        |
| Température moyenne (°C)              | 3,7            | 4,3           | 7,1            | 9,4           | 13,3          | 16,5          | 18,8          | 18,5          | 15,1          | 11,9          | 6,9           | 4,4            | 10,9       |
| Température maximale moyenne (°C)     | 7              | 8,3           | 11,7           | 14,4          | 18,7          | 22,1          | 24,8          | 24,6          | 20,8          | 16,5          | 10,6          | 7,5            | 15,6       |
| Record de froid (°C) date du record   | −23,2 09.01.85 | −17 06.02.12  | −14,7 01.03.05 | −4,8 22.04.91 | −2 15.05.95   | 1 08.06.84    | 4 17.07.80    | 2 31.08.86    | −1,6 25.09.02 | −8 31.10.97   | −12 23.11.93  | −13,6 16.12.01 | −23,2 1985 |
| Record de chaleur (°C) date du record | 18,6 01.01.22  | 26,6 27.01.19 | 27,6 28.01.89  | 29 21.01.18   | 32,6 18.01.22 | 39,2 18.01.22 | 40,2 25.01.19 | 40,4 07.01.20 | 36,1 17.01.87 | 31,1 02.01.85 | 22,4 02.01.82 | 19,1 03.01.85  | 40,4 2020  |
| Précipitations (mm)                   | 93,2           | 83,1          | 79,1           | 88,2          | 105,4         | 78            | 70,5          | 65,2          | 84,9          | 90,3          | 88,6          | 97,1           | 1 023,6    |

### Voies de communication et transports

#### Réseau routier
À l'origine, la route nationale 145 reliait Guéret à Moulins, via Montluçon. Celle-ci n'est pas immédiatement déclassée à la suite de la réforme de 1972. Lors de la mise en service de la voie rapide à l'est du Montet, jusqu'à Toulon-sur-Allier (au sud de Moulins), celle-ci porta le numéro 145 et la section du Montet à Moulins est déclassée RD 945.
Après la réforme de 1972, certaines sections sont récupérées par la nouvelle RN 145 : le tronçon de Bellac au Maubert issu de la RN 151BIS et celui de Maubert à Guéret issu de la RN 142.

#### Voies ferroviaires
La gare de Guéret est une gare ferroviaire de la ligne de Montluçon à Saint-Sulpice-Laurière. C'est une gare voyageurs de la Société nationale des chemins de fer français, desservie par des trains régionaux TER Nouvelle-Aquitaine.

#### Transports en commun
- Réseau TransCreuse

#### Transports urbains

Logo du réseau de bus.

Agglo'Bus est le réseau de transport en commun de la communauté d’agglomération du Grand Guéret qui dessert les 25 communes du territoire autour de 7 lignes urbaines et d'un service de transport à la demande.

#### Transport aérien
Guéret ne possède pas d'aéroport commercial, mais est desservie par deux aérodromes situés à proximité.
L'aérodrome de Guéret – Saint-Laurent (code OACI : LFCE), situé à environ 6 kilomètres à l’est de la ville, accueille principalement des activités d’aviation légère, de loisir, de vol à voile et d’aéromodélisme.
À environ 45 kilomètres à l'est de Guéret, sur la commune de Lépaud, se trouve l’aérodrome de Montluçon – Guéret (code IATA : MCU, OACI : LFBK). Cet aérodrome mixte, doté d’une piste bitumée de 1 900 mètres et d’une piste en herbe de 1 000 mètres, peut accueillir aussi bien des avions de tourisme et d’affaires que des vols militaires, dans des conditions IFR et VFR.

## Toponymie
Attesté sous la forme Waractus au VIIe siècle, de Garait vers 1140, Garag 1140 (forme sud-occitane), Garactum vers 1315, Garet en 1451. La variante du toponyme en occitan (dialecte marchois) est Garait [ɡɒ.ˈraj, ɡɒ.ˈre]).
Selon Albert Dauzat, l'enfant du pays :  « [Guéret] doit son origine à un monastère fondé en 669 dans un vaste guéret. »
Ernest Nègre y voit le sens de « friche », précédant la fondation du monastère. Le terme français guéret a plusieurs significations paradoxales :
- terre inculte, en jachère, pâturage maigre ;
- terrain labouré ;
- (poétique) champ cultivé, champ couvert de moisson.

Le terme est issu du bas latin vervactum / bervactum « terre en jachère, friche » altéré en varactum, puis waractum par influence du germanique sur l'initiale, d'où garet / guéret. Le sens est donc « jachère », même si le mot a également pu indiquer une « friche », vers 700, lorsque le monastère de Guéret est fondé.

## Urbanisme

### Typologie
Au 1er janvier 2024, Guéret est catégorisée centre urbain intermédiaire, selon la nouvelle grille communale de densité à 7 niveaux définie par l'Insee en 2022.
Elle appartient à l'unité urbaine de Guéret, une agglomération intra-départementale dont elle est ville-centre,. Par ailleurs la commune fait partie de l'aire d'attraction de Guéret, dont elle est la commune-centre,. Cette aire, qui regroupe 72 communes, est catégorisée dans les aires de moins de 50 000 habitants,.

### Occupation des sols
L'occupation des sols de la commune, telle qu'elle ressort de la base de données européenne d’occupation biophysique des sols Corine Land Cover (CLC), est marquée par l'importance des forêts et milieux semi-naturels (35,5 % en 2018), une proportion sensiblement équivalente à celle de 1990 (36,2 %). La répartition détaillée en 2018 est la suivante : 
forêts (33,8 %), zones urbanisées (24,5 %), prairies (23,8 %), zones agricoles hétérogènes (8,5 %), zones industrielles ou commerciales et réseaux de communication (5,3 %), milieux à végétation arbustive et/ou herbacée (1,7 %), espaces verts artificialisés, non agricoles (1,5 %), eaux continentales (1 %). L'évolution de l’occupation des sols de la commune et de ses infrastructures peut être observée sur les différentes représentations cartographiques du territoire : la carte de Cassini (XVIIIe siècle), la carte d'état-major (1820-1866) et les cartes ou photos aériennes de l'IGN pour la période actuelle (1950 à aujourd'hui).

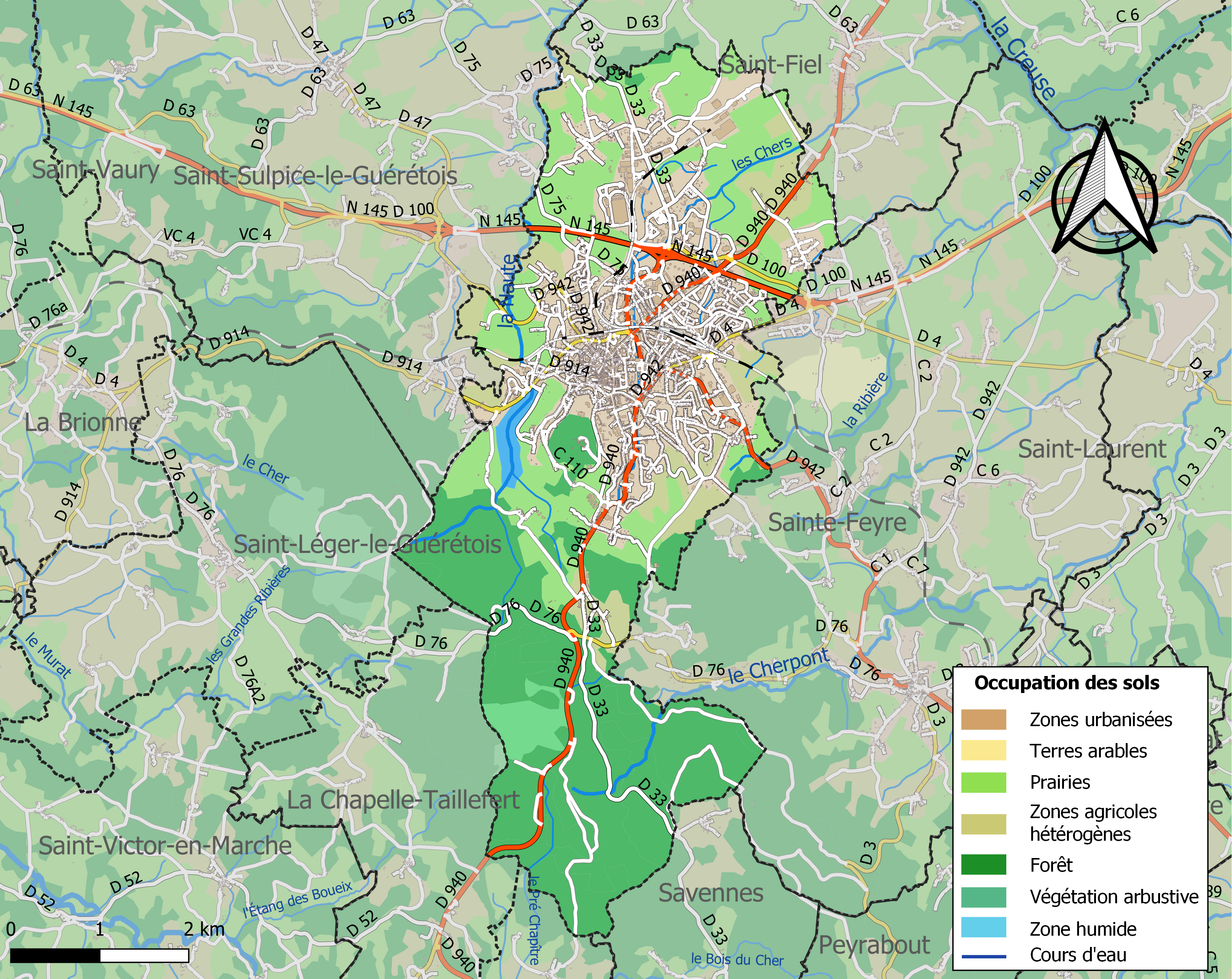
Carte des infrastructures et de l'occupation des sols de la commune en 2018 (CLC).

### Morphologie urbaine
Pour des raisons de statistiques et de recensement de la population, la commune de Guéret est découpée par l'INSEE en cinq quartiers qui sont :
- centre-ville ;
- Champegaud ;
- Jouhet ;
- la Rodde ;
- Maindigour.

### Logement
La population de Guéret était de 14 114 habitants au recensement de 1999, 13 789 en 2006, 14 066 en 2007 et 13 844 en 2009. La densité de population de la ville est de 528,20 hab./km2.
Le nombre de logements dans la commune a été estimé à 8 206 en 2007. Ces logements se composent de 7 317 résidences principales, 245 résidences secondaires ou occasionnelles ainsi que 643 logements vacants.

### Risques majeurs
Le territoire de la commune de Guéret est vulnérable à différents aléas naturels : météorologiques (tempête, orage, neige, grand froid, canicule ou sécheresse) et séisme (sismicité faible). Il est également exposé à deux risques technologiques, le transport de matières dangereuses et  le risque industriel, et à un risque particulier : le risque de radon. Un site publié par le BRGM permet d'évaluer simplement et rapidement les risques d'un bien localisé soit par son adresse soit par le numéro de sa parcelle.

#### Risques naturels

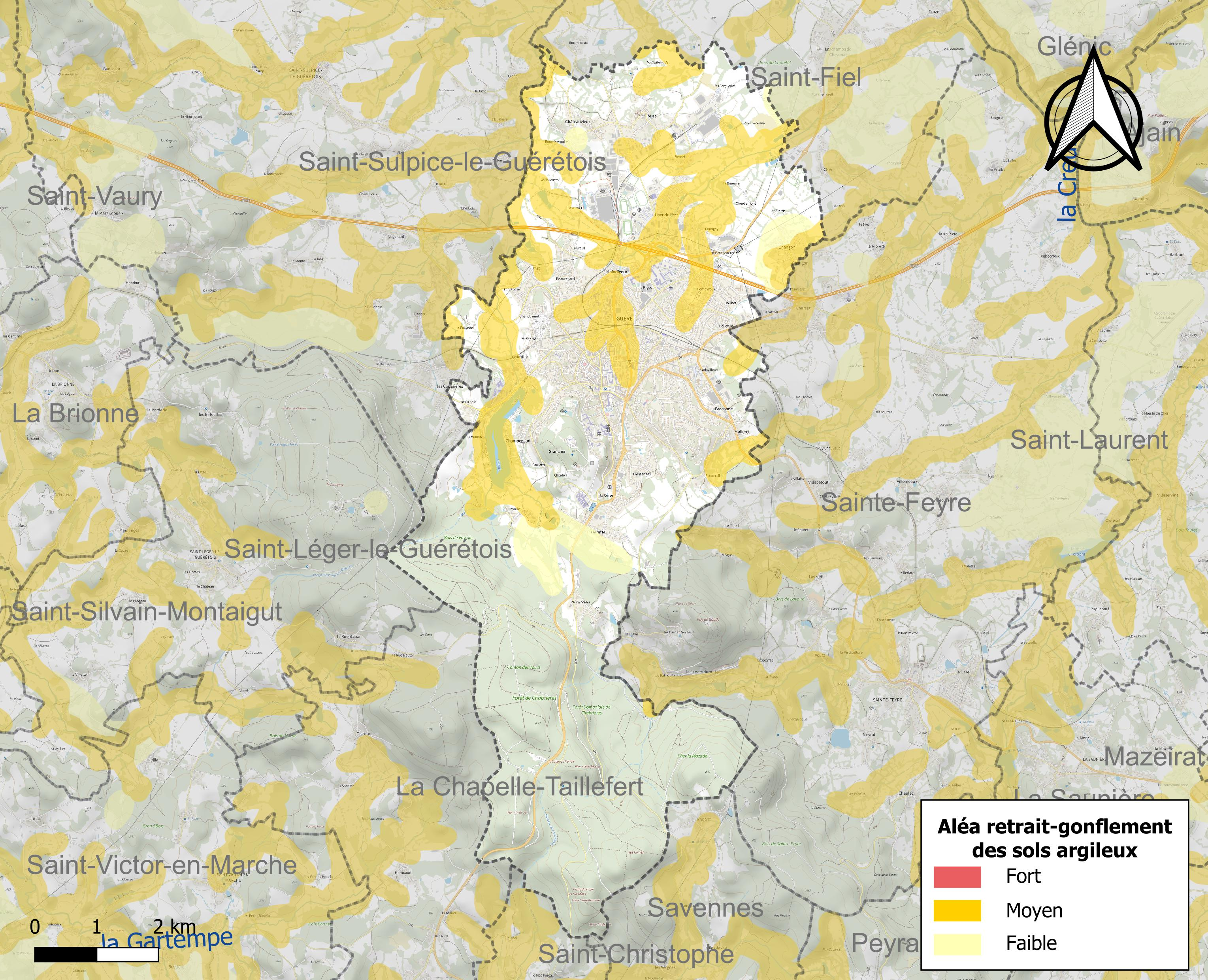
Carte des zones d'aléa retrait-gonflement des sols argileux de Guéret.

Le retrait-gonflement des sols argileux est susceptible d'engendrer des dommages importants aux bâtiments en cas d’alternance de périodes de sécheresse et de pluie. 21,3 % de la superficie communale est en aléa moyen ou fort (33,6 % au niveau départemental et 48,5 % au niveau national). Sur les 3 751 bâtiments dénombrés sur la commune en 2019, 690 sont en aléa moyen ou fort, soit 18 %, à comparer aux 25 % au niveau départemental et 54 % au niveau national. Une cartographie de l'exposition du territoire national au retrait gonflement des sols argileux est disponible sur le site du BRGM,.
Par ailleurs, afin de mieux appréhender le risque d’affaissement de terrain, l'inventaire national des cavités souterraines permet de localiser celles situées sur la commune.
La commune a été reconnue en état de catastrophe naturelle au titre des dommages causés par les inondations et coulées de boue survenues en 1982 et 1999. Concernant les mouvements de terrains, la commune a été reconnue en état de catastrophe naturelle au titre des dommages causés par la sécheresse en 2019 et par des mouvements de terrain en 1999.

#### Risques technologiques
La commune est exposée au risque industriel du fait de la présence sur son territoire d'une entreprise soumise à la directive européenne SEVESO.
Le risque de transport de matières dangereuses sur la commune est lié à sa traversée par une ou des infrastructures routières ou ferroviaires importantes ou la présence d'une canalisation de transport d'hydrocarbures. Un accident se produisant sur de telles infrastructures est susceptible d’avoir des effets graves sur les biens, les personnes ou l'environnement, selon la nature du matériau transporté. Des dispositions d’urbanisme peuvent être préconisées en conséquence.

#### Risque particulier
Dans plusieurs parties du territoire national, le radon, accumulé dans certains logements ou autres locaux, peut constituer une source significative d’exposition de la population aux rayonnements ionisants. Certaines communes du département sont concernées par le risque radon à un niveau plus ou moins élevé. Selon la classification de 2018, la commune de Guéret est classée en zone 3, à savoir zone à potentiel radon significatif.

## Histoire

### Moyen Âge
C'est au VIIe siècle que Lantarius (Lanterius, vers 670), comte de Limoges, persuade le moine Pardulphe (qui deviendra saint Pardoux) de rejoindre son domaine rural de Waractus. Pardulphe, jusqu'alors ermite réputé pour ses pouvoirs de thaumaturge, y devient abbé d'un monastère autour duquel un village se construit. L'ensemble est rasé par les Vikings au IXe siècle, mais une modeste cité y est reconstruite, donnant naissance à Guéret.

### Des guerres de Religion à la Révolution française
En 1514, la ville devient capitale de la Marche. Puis en 1790, sa vocation de siège administratif se voit confirmée lorsque la ville est choisie comme chef-lieu de département.
Entre ces deux dates, Guéret connaît plusieurs insurrections contre l’impôt, la maltôte : le 1er juin 1705, suivant l’exemple des habitants de Limoges, plusieurs centaines d’émeutiers attaquent les employés des fermes générales et les huissiers, tous chargés de prélever l’impôt. Dans la mouvance, la foule lapide l’entrepôt de la ferme des tabacs. Dans ces affaires, la solidarité populaire se manifeste et les autorités municipales préfèrent ne pas agir. En 1785, à nouveau, plusieurs centaines d’habitants de la ville réussissent à libérer une femme.

### XIXesiècle
En juin 1848, les révoltés d'Ajain sont des paysans des communes d'Ajain, Ladapeyre et Pionnat qui marchent sur Guéret. Ils veulent délivrer leurs camarades emprisonnés pour s'être opposés à l'impôt que l’Assemblée conservatrice vient de voter en juin 1848. À l'entrée de la ville, l'affrontement avec la Garde nationale fait seize morts parmi les manifestants. Pendant la Deuxième République, la commune de Guéret est à gauche (la Montagne).
Depuis le Moyen Âge, comme dans toutes les communes du département, beaucoup d'hommes partaient tous les ans pour les grandes villes afin de s'y faire embaucher sur les chantiers du bâtiment comme maçons, charpentiers, couvreurs… C'est ainsi que les maçons de la Creuse deviennent bâtisseurs de cathédrales. En 1624, ils construisent la digue de La Rochelle. Au XIXe siècle, ils participent à la construction du Paris du baron Haussmann. Initialement temporaire de mars à novembre, l'émigration devient définitive : ainsi la Creuse perd la moitié de sa population entre 1850 et 1950. On retrouve dans les Mémoires de Léonard, ancien garçon maçon, de Martin Nadaud, et dans le roman Jeantou, le maçon creusois, de Georges Nigremont (Léa Védrine), la description de cet exode qui marqua si fortement les modes de vie.

### XXesiècle
Pendant la Seconde Guerre mondiale, de nombreux Creusois requis pour le Service du travail obligatoire rejoignent les camps des maquisards. Parmi eux, trois jeunes Guérétois — John Allan Colomb, Robert Janvier et Jacques Nouhaud, âgés respectivement de 21, 18 et 19 ans — seront tués par les Allemands le 7 septembre 1943 dans le bois du Thouraud. Albert Fossey alias François est en 1943 le chef départemental adjoint des Mouvements unis de la Résistance (MUR) de la Creuse, puis le chef départemental des maquis de l'Armée secrète de la Creuse. En 1944 il devient le chef départemental des FFI de la Creuse avec le grade de lieutenant-colonel. Le 7 juin 1944 il dirige la première libération de Guéret puis les Allemands reprennent la ville le 9 juin par des renforts, auxquels sont adjoints les S.S. la 2e division SS Das Reich que commande le major Helmut Kämpfe mais se 9 juin, l'unité des S.S. du major fait le trajet en sens inverse il sera capturé par les maquisards de Jean Canou appartenant au groupe de Georges Guingouin entre Saint-Léonard-de-Noblat et Sauviat-sur-Vige d'ou en 1986 à Moissannes un monument est élevé conçu par l'artiste Sanfourche pour rappeler la capture du major. Il fut exécuté dès la nouvelle Oradour-sur-Glane et de la communication du commandant des partisans en Creuse, le commandant Albert Fossey-François, qui lui apprend la « boucherie » de Combeauvert, ordonnée sous le commandement de Kämpfe. Après une guérilla dans l'ensemble du département, Guéret est de nouveau libérée le 25 août 1944 par les maquisards du commandant François. C'est Roger Cerclier qui reçoit la reddition de la garnison allemande de Guéret. Président du comité départemental de Libération, il exerce ses fonctions avec sang-froid et modération.
Un Comité d’action du Centre, dit « Comité de Guéret », est constitué en 1953 à l’occasion des importantes mobilisations paysannes. Il regroupe 18 fédérations départementales de la Fédération nationale des syndicats d'exploitants agricoles (FNSEA) et perdure de 1953 à 1968, se constituant en groupe de pression informel pour défendre les intérêts des victimes de la politique agricole.
Dans les années 1960, afin de repeupler les départements métropolitains en voie de désertification, des enfants réunionnais sont déplacés de force dans la Métropole. Dirigés vers la Creuse, où ils sont placés lors de leur arrivée dans un foyer de Guéret, ils sont ensuite envoyés dans des familles d'accueil à travers le département. Aujourd'hui, à Guéret, c'est l'Espace créole qui se trouve dans les bâtiments qu'occupait ce foyer.

## Politique et administration

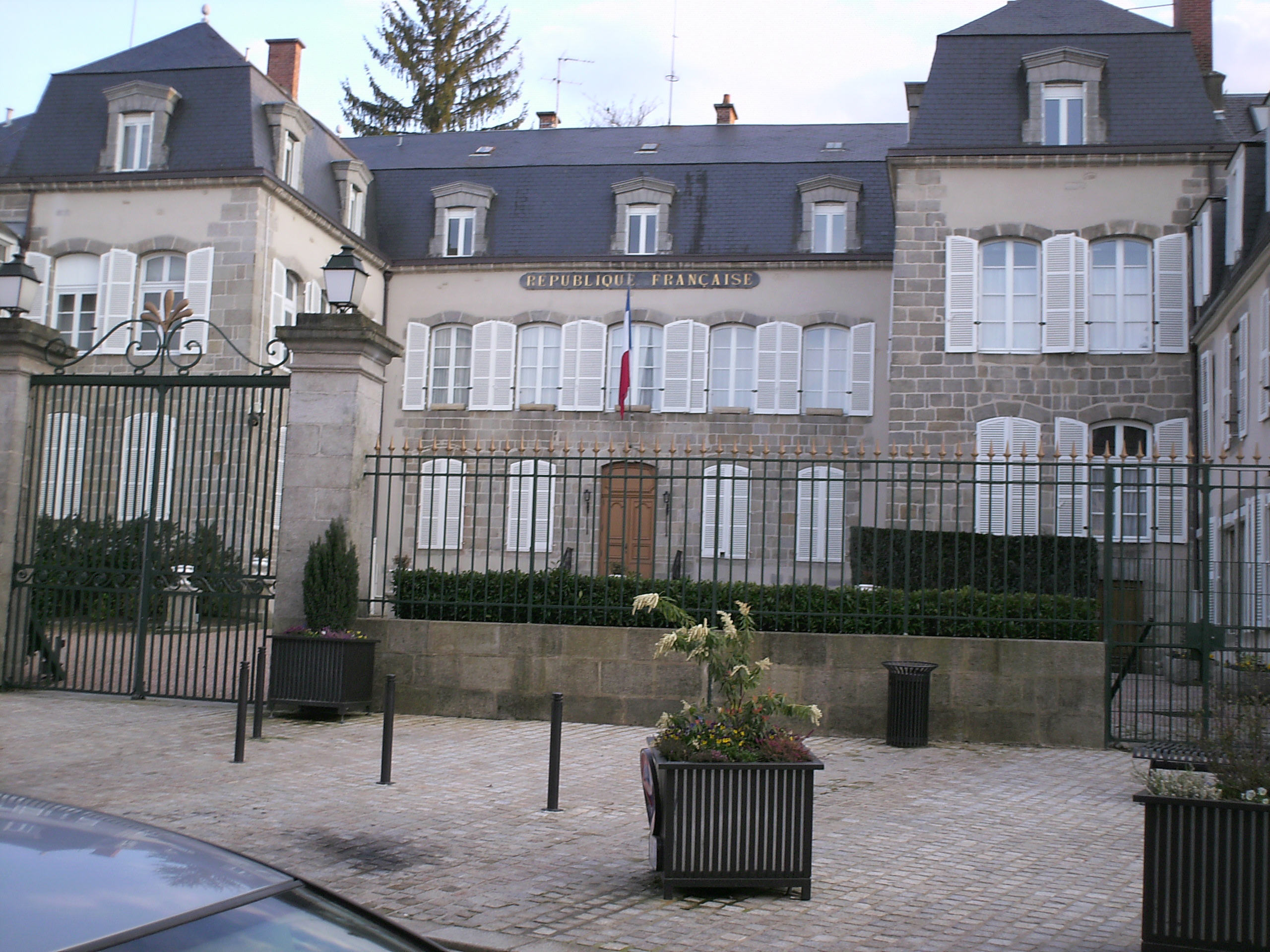
La préfecture de la Creuse.

Guéret est le chef-lieu de la Creuse depuis la création du département en 1790.
Guéret est le chef-lieu de deux cantons :
- Guéret-1 ;
- Guéret-2.

### Tendances politiques et résultats
Au second tour de l'élection présidentielle de 2017 à Guéret, Emmanuel Macron (En Marche!) arrive en tête du scrutin, avec 75,27 % des suffrages exprimés. Il devance Marine Le Pen (Front national) qui recueille 24,73 % des suffrages exprimés.
Au premier tour à Guéret, Emmanuel Macron était aussi arrivé à la première place (26,34 % des voix) devant Jean-Luc Mélenchon (La France insoumise), deuxième avec 22,2 % des voix, alors que Marine Le Pen n'arrivait qu'en quatrième position avec 14,93 %, derrière François Fillon (Les Républicains), troisième avec 15.19 %. Les sept autres candidats obtenant les résultats suivants : Benoît Hamon (Parti socialiste), 13,06 % ; Nicolas Dupont-Aignan (Debout la France), 3,72 % ; Philippe Poutou (Nouveau Parti anticapitaliste), 1,38 % ; Jean Lassalle (indépendant), 1,25 % ; Nathalie Arthaud (Lutte ouvrière), 0,9 % ; François Asselineau (Union populaire républicaine), 0,87 % ; Jacques Cheminade (Solidarité et progrès), 0,15 %.
Les votes blancs ont représenté 1,8 % des votants au premier tour, et 9,97 % au second.

#### Récapitulatif de résultats électoraux récents
| Scrutin             | 1er tour | 1er tour | 1er tour | 1er tour | 1er tour  | 1er tour | 1er tour | 1er tour | 1er tour | 1er tour | 1er tour | 1er tour | 2d tour     | 2d tour     | 2d tour     | 2d tour     | 2d tour     | 2d tour     | 2d tour            | 2d tour            | 2d tour            | 2d tour            | 2d tour            | 2d tour            |
| Scrutin             | 1er      | 1er      | %        | 2e       | 2e        | %        | 3e       | 3e       | %        | 4e       | 4e       | %        | 1er         | 1er         | %           | 2e          | 2e          | %           | 3e                 | 3e                 | %                  | 4e                 | 4e                 | %                  |
| ------------------- | -------- | -------- | -------- | -------- | --------- | -------- | -------- | -------- | -------- | -------- | -------- | -------- | ----------- | ----------- | ----------- | ----------- | ----------- | ----------- | ------------------ | ------------------ | ------------------ | ------------------ | ------------------ | ------------------ |
| Municipales 2014    |          | PS       | 42,94    |          | DVD       | 19,19    |          | FG       | 15,28    |          | FN       | 12,90    |             | PS          | 54,45       |             | DVD         | 31,87       |                    | FN                 | 13,67              | Pas de 4e          | Pas de 4e          | Pas de 4e          |
| Européennes 2014    |          | PS       | 30,16    |          | FN        | 16,21    |          | UMP      | 16,13    |          | FG       | 11,46    | Tour unique | Tour unique | Tour unique | Tour unique | Tour unique | Tour unique | Tour unique        | Tour unique        | Tour unique        | Tour unique        | Tour unique        | Tour unique        |
| Régionales 2015     |          | PS       | 36,93    |          | LR        | 22,79    |          | FN       | 17,59    |          | EELV     | 9,36     |             | PS          | 53,16       |             | LR          | 30,57       |                    | FN                 | 16,28              | Pas de 4e          | Pas de 4e          | Pas de 4e          |
| Présidentielle 2017 |          | EM       | 26,34    |          | LFI       | 22,20    |          | LR       | 15,19    |          | FN       | 14,93    |             | EM          | 75,27       |             | FN          | 24,73       | Pas de 3e ni de 4e | Pas de 3e ni de 4e | Pas de 3e ni de 4e | Pas de 3e ni de 4e | Pas de 3e ni de 4e | Pas de 3e ni de 4e |
| Législatives 2017   |          | LREM     | 34,67    |          | PS        | 22,85    |          | LFI      | 14,88    |          | LR       | 10,18    |             | LREM        | 66,20       |             | LR          | 33,80       | Pas de 3e ni de 4e | Pas de 3e ni de 4e | Pas de 3e ni de 4e | Pas de 3e ni de 4e | Pas de 3e ni de 4e | Pas de 3e ni de 4e |
| Européennes 2019    |          | LREM     | 22,64    |          | RN        | 17,68    |          | EELV     | 11,20    |          | PP-PS    | 10,84    | Tour unique | Tour unique | Tour unique | Tour unique | Tour unique | Tour unique | Tour unique        | Tour unique        | Tour unique        | Tour unique        | Tour unique        | Tour unique        |
| Municipales 2020    |          | EELV     | 32,97    |          | SE        | 27,70    |          | PS       | 25,81    |          | LREM     | 13,50    |             | SE          | 35,68       |             | EELV        | 33,18       |                    | PS                 | 23,31              |                    | LREM               | 7,75               |
| Régionales 2021     |          | PS       | 35,66    |          | LREM      | 14,88    |          | EELV     | 12,88    |          | LR       | 12,29    |             | PS          | 45,54       |             | EELV        | 14,86       |                    | LR                 | 13,75              |                    | LREM               | 13,48              |
| Présidentielle 2022 |          | Ens.     | 27,57    |          | LFI       | 25,25    |          | RN       | 19,08    |          | LR       | 4,85     |             | Ens.        | 63,99       |             | RN          | 36,01       | Pas de 3e ni de 4e | Pas de 3e ni de 4e | Pas de 3e ni de 4e | Pas de 3e ni de 4e | Pas de 3e ni de 4e | Pas de 3e ni de 4e |
| Législatives 2022   |          | Ens.     | 32,99    |          | NUPES-LFI | 32,86    |          | RN       | 12,61    |          | DVD      | 7,40     |             | NUPES-LFI   | 51,54       |             | Ens.        | 48,46       | Pas de 3e ni de 4e | Pas de 3e ni de 4e | Pas de 3e ni de 4e | Pas de 3e ni de 4e | Pas de 3e ni de 4e | Pas de 3e ni de 4e |
| Européennes 2024    |          | RN       | 28,17    |          | PP-PS     | 18,95    |          | Ens.     | 14,32    |          | LFI      | 9,30     | Tour unique | Tour unique | Tour unique | Tour unique | Tour unique | Tour unique | Tour unique        | Tour unique        | Tour unique        | Tour unique        | Tour unique        | Tour unique        |

### Politique de développement durable
La ville a engagé une politique de développement durable en lançant une démarche d'Agenda 21 en 2009.

### Politique environnementale
Dans son palmarès 2024, le Conseil national de villes et villages fleuris de France a attribué trois fleurs à la commune.

### Jumelages
Stein (Allemagne) depuis 1991

## Équipements et services publics

### Enseignement

#### Enseignement primaire et secondaire
La ville dispose de quatre écoles maternelles publiques, de six écoles primaires publiques, de deux collèges publics (Jules-Marouzeau, Martin-Nadaud) et de deux lycées publics (Jean-Favard, Pierre-Bourdan).
Une école primaire privée (Notre-Dame) est aussi présente dans la commune. Le collège-lycée privé Notre-Dame a fermé en 2014.

#### Enseignement supérieur
L'enseignement supérieur à Guéret est composé de :
- BTS négociation relation client (NRC) et BTS PME-PMI, au lycée Pierre-Bourdan ;
- BTS conception et réalisation de systèmes automatiques (CRSA) et BTS domotique, au lycée Jean-Favard ;
- BTS attaché commercial Négoventis en alternance et la licence responsable développement commercial Négoventis en alternance, à la chambre de commerce et d'industrie (CCI) ;
- DUT carrières sociales ;
- licence professionnelle autonomie et domotique et licence professionnelle contrôle technique de l'immobilier, santé et sécurité de l'habitat (CTI) ;
- master domotique ;
- master économie sociale et solidaire ;
- école supérieure du professorat et de l'éducation (ESPE)[48] ;
- institut de formation en soins infirmiers (IFSI)[48].

### Santé
Le centre hospitalier de Guéret, a (en 2018) une capacité de 509 lits et places dont :
- médecine : 204 ;
- chirurgie : 48 ;
- gynéco-obstétrique : 14 ;
- moyen séjour : 33 ;
- long séjour : 50 ;
- hébergement : 160.

## Population et société

### Démographie

#### Évolution démographique
L'évolution du nombre d'habitants est connue à travers les recensements de la population effectués dans la commune depuis 1793. Pour les communes de plus de 10 000 habitants les recensements ont lieu chaque année à la suite d'une enquête par sondage auprès d'un échantillon d'adresses représentant 8 % de leurs logements, contrairement aux autres communes qui ont un recensement réel tous les cinq ans,.

En 2022, la commune comptait 12 814 habitants, en évolution de −3,47 % par rapport à 2016 (Creuse : −3,32 %, France hors Mayotte : +2,11 %).
| 1793  | 1800  | 1806  | 1821  | 1831  | 1836  | 1841  | 1846  | 1851  |
| ----- | ----- | ----- | ----- | ----- | ----- | ----- | ----- | ----- |
| 3 379 | 3 125 | 3 434 | 4 014 | 3 921 | 4 796 | 4 849 | 5 404 | 5 033 |

| 1856  | 1861  | 1866  | 1872  | 1876  | 1881  | 1886  | 1891  | 1896  |
| ----- | ----- | ----- | ----- | ----- | ----- | ----- | ----- | ----- |
| 5 150 | 5 139 | 5 136 | 5 725 | 5 859 | 6 749 | 7 065 | 7 799 | 7 457 |

| 1901  | 1906  | 1911  | 1921  | 1926  | 1931  | 1936  | 1946   | 1954   |
| ----- | ----- | ----- | ----- | ----- | ----- | ----- | ------ | ------ |
| 8 083 | 8 058 | 8 281 | 7 963 | 7 984 | 7 890 | 8 789 | 10 192 | 10 131 |

| 1962   | 1968   | 1975   | 1982   | 1990   | 1999   | 2006   | 2011   | 2016   |
| ------ | ------ | ------ | ------ | ------ | ------ | ------ | ------ | ------ |
| 11 384 | 12 849 | 14 855 | 15 720 | 14 706 | 14 123 | 13 789 | 13 563 | 13 275 |

| 2021   | 2022   | - | - | - | - | - | - | - |
| ------ | ------ | - | - | - | - | - | - | - |
| 12 840 | 12 814 | - | - | - | - | - | - | - |

#### Pyramide des âges
En 2018, le taux de personnes d'un âge inférieur à 30 ans s'élève à 31,7 %, soit au-dessus de la moyenne départementale (25,7 %). À l'inverse, le taux de personnes d'âge supérieur à 60 ans est de 32,1 % la même année, alors qu'il est de 38,4 % au niveau départemental.
En 2018, la commune comptait 5 900 hommes pour 6 989 femmes, soit un taux de 54,22 % de femmes, largement supérieur au taux départemental (51,47 %).
Les pyramides des âges de la commune et du département s'établissent comme suit.
| Hommes | Classe d’âge | Femmes |
| ------ | ------------ | ------ |
| 0,7    | 90 ou +      | 2,6    |
| 7,4    | 75-89 ans    | 12,6   |
| 20,0   | 60-74 ans    | 20,3   |
| 19,3   | 45-59 ans    | 20,6   |
| 17,7   | 30-44 ans    | 14,9   |
| 20,4   | 15-29 ans    | 16,7   |
| 14,6   | 0-14 ans     | 12,2   |

| Hommes | Classe d’âge | Femmes |
| ------ | ------------ | ------ |
| 1,4    | 90 ou +      | 3,5    |
| 10,5   | 75-89 ans    | 14,5   |
| 24,7   | 60-74 ans    | 24     |
| 21,4   | 45-59 ans    | 20,4   |
| 14,9   | 30-44 ans    | 13,8   |
| 13,5   | 15-29 ans    | 11,2   |
| 13,7   | 0-14 ans     | 12,7   |

### Manifestations culturelles et festivités

#### Dans Guéret
- Le conservatoire à rayonnement départemental (CRD) Émile-Goué de Guéret qui forme les jeunes musiciens jusqu'au diplôme d'études musicales (DEM) en cordes, bois, cuivres, piano, orgue, clavecin, percussion, chant, guitare, accordéons diatonique et chromatique, vielle à roue, cornemuse et formation musicale, et organise régulièrement des concerts de très grande qualité dans son auditorium ainsi que dans tout le département ;
- Un cinéma de cinq salles dont une équipée pour la 3D ; la gestion en est assurée par une association en affermage avec la ville de Guéret[56] ;
- La Fabrique[57] présente des spectacles de danse, théâtre, musique, lecture et culture urbaine ;
- Une bibliothèque multimédia intercommunale (BMI) ou médiathèque, avec un auditorium, des ordinateurs en libre-service et un large choix de livres, de DVD… ;L'étang de Courtille, été 2020
- Une boîte de nuit

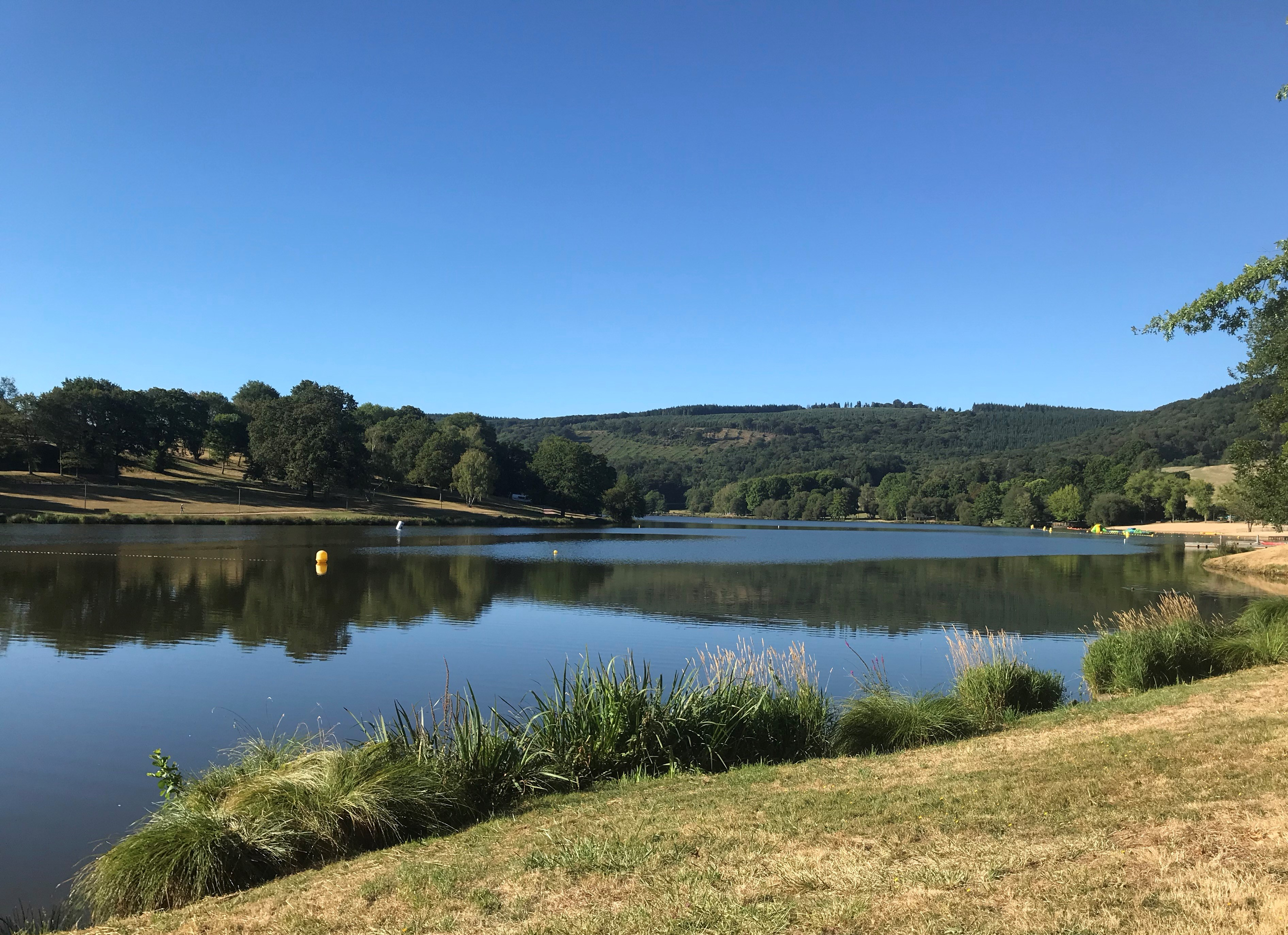
L'étang de Courtille, été 2020

- Les Nuits d'été de Guéret : plusieurs concerts sont organisés sur les places Varillas, du Marché ou Bonnyaud.
- Chaque année, une grande soirée sur la plage de la Courtille, organisée par l'association Adasmusic, réunit parfois plus de 4 000 personnes.

#### Autour de Guéret
- Le Labyrinthe géant de Guéret : le plus grand labyrinthe végétal permanent au monde autour duquel s'articule un parc de loisirs avec de multiples activités[58] ;
- Le parc animalier des monts de Guéret (commune de Sainte-Feyre) ou Parc des loups de Chabrières[59].

### Sports et loisirs
- Piscine municipale avec un bassin de 25 m et un plus petit avec jacuzzi, douche massante et toboggan pour enfants (fermée depuis octobre 2020[60]) ;
- Entente sportive guérétoise (ES Guéret), club de football local ;
- Rugby club guérétois Creuse, a longtemps joué en deuxième division et a même perdu le match décisif pour la montée en première division contre le Stade nantais en 1959[61] ;
- Les Wolves : club de baseball guéretois[62].

### Cultes
Catholicisme :
- Église Saint-Pierre et Saint-Paul.
- Paroisse Saint-Pardoux.

Protestantisme :
- Église évangélique des Assemblées de Dieu.
- Église évangélique Vie et Lumière.

Islam :
- Mosquée Masjid Al taqwa

### Médias

#### Presse locale
- Le quotidien auvergnat La Montagne diffuse dans la Creuse. Il y a une édition guérétoise ;
- Le Populaire du Centre est également diffusé à Guéret. Il appartient au groupe Centre-France comme La Montagne ;
- L'Écho, quotidien régional.

#### Radios locales
- 88.3 Radio Espérance : radio religieuse catholique. Ses studios sont à Saint-Étienne et sa couverture s'étend de la Saône-et-Loire jusqu'à Gap ;
- 88.8 Magic programme Alouette : radio régionale commerciale créée à La Souterraine[63]. Elle déménage à Limoges en 2007. En 2011, elle syndique ses programmes avec la radio Totem, basée près de Rodez. En 2013, elle est reprise par Alouette, la grande radio régionale fondée en Vendée (aux Herbiers) par Philippe de Villiers, et dont la couverture s'étend du nord de la Bretagne[64] au Limousin ;
- 94.3 France Bleu Creuse : radio locale publique du département. Ses studios sont à Guéret. Elle émet aussi à Aubusson sur 92.4 FM et à Auzances sur 94.5 FM ;
- 95.8 Radios chrétiennes francophones (RCF Email Limousin) : radio locale chrétienne de la Creuse et de la Haute-Vienne[65]; la Corrèze étant couverte par RCF Corrèze ;
- 96.5 Radio Pays de Guéret (RPG) : radio locale associative de Guéret ouverte depuis 2007[66] ;
- 100.2 Virgin Radio Limousin : programme local limougeaud de Virgin Radio[67]. Ses studios sont à Brive-la-Gaillarde[68].

#### Télévision
Le site d'émission de Saint-Léger-le-Guérétois, détenu par l'opérateur TDF, permet de diffuser les chaînes de la TNT, parmi lesquelles France 3 Limousin, pour toute la Creuse. Télim TV, la chaîne locale privée de la région a arrêté ses émissions le 25 novembre 2016 à la suite de difficultés financières. Elle diffusait ses programmes sur les trois départements de l'ancienne région Limousin.

## Économie

### Généralités
- Guéret est le siège de la Chambre de commerce et d'industrie de la Creuse. Elle gère le Centre de formation d'apprentis ;

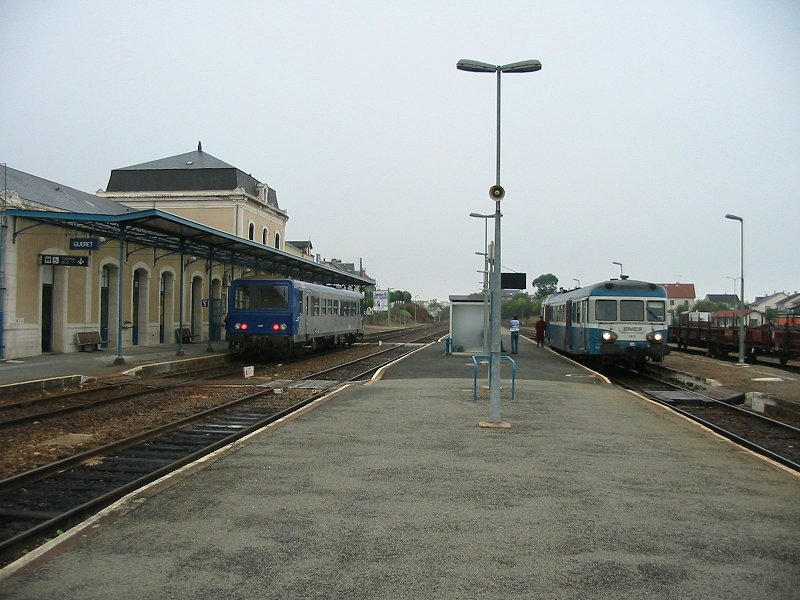
Quai de la gare.

- Guéret est aussi le siège départemental de nombreuses banques et assurances (Crédit mutuel, Assurance maladie, Groupama…) ;
- Les principaux employeurs de la ville sont l'hôpital, la mairie, les entreprises Sauthon Industries (création-décoration de chambres de bébés) et Amis (Groupe SIFCOR, production de pièces de voitures)…
- L'aérodrome de Montluçon Guéret se trouve à Lépaud ;
- La gare de Guéret.

Plusieurs grands projets y ont été portés à terme, notamment la bibliothèque multimédia du Grand Guéret (dite BMI), la rénovation de la salle polyvalente devenue espace André-Lejeune, le conservatoire départemental Émile-Goué, le centre de secours principal de Guéret, l'établissement d'hébergement pour personnes âgées dépendantes (EHPAD) Anna-Quinquaud, l'hôpital de jour (annexe du centre hospitalier spécialisé La Valette) et, plus récemment, le centre de loisirs sans hébergement (CLSH) du quartier de Jouhet.

### Revenus de la population et fiscalité
En 2010, le revenu fiscal médian par ménage était de 22 408 €, ce qui plaçait Guéret au 27 913e rang parmi les 31 525 communes de plus de 39 ménages en métropole.
En 2012, 58,1 % des ménages fiscaux étaient imposables.

### Emploi
Le taux de chômage pour la commune, en 2013, s'élève à 15,9 %, un chiffre nettement supérieur aux moyennes départementale (12,3 %) et nationale (10,4 %).

## Culture et patrimoine

### Lieux et monuments

#### La place Bonnyaud

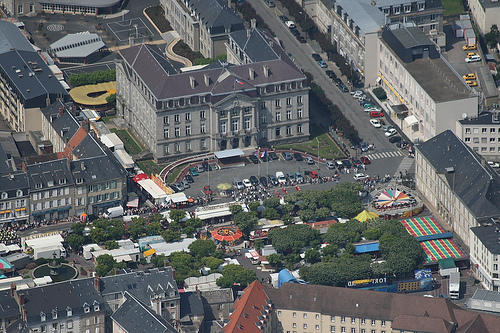
La fête de la Trinité place Bonnyaud.

- La fête foraine dite « de la Trinité » sur la place Bonnyaud ;
- L’hôtel de ville ;
- La fontaine des Trois-Grâces (en bas à gauche sur la photo) ;
- Le palais de justice (à droite sur la photo) ;
- Les locaux de la poste (en haut à droite) ;
- La cour et une partie de l'école Roger-Cerclier (derrière l'hôtel de ville) ;
- L'esplanade François-Mitterrand (devant l'hôtel de ville) ;
- Les toits et une partie de l'office de tourisme de la Creuse (en bas à droite).

Guéret possède deux monuments historiques :
- l'hôtel des Moneyroux[76] (appelé aussi mais à tort « château des comtes de la Marche »[76], aucun comte n'ayant jamais résidé à Guéret). Cette bâtisse de style gothique flamboyant fut construite au XVe siècle par Antoine Allard, seigneur de Moneyroux et trésorier du comté de la Marche. C'est aujourd'hui le siège du conseil général de la Creuse. On peut le visiter lors des journées du patrimoine. L'hôtel est inscrit au titre des monuments historiques par arrêté du 15 juin 1926, à l'exception des éléments suivants : les façades et toitures depuis l'escalier circulaire à l'est, la chapelle des Pénitents, les salles et les cheminées de l'ancien donjon et l'escalier sur plan carré de l'aile ouest qui sont classés au titre des monuments historiques par arrêté du 27 octobre 1941[76] ;
- le Présidial du XVIIe siècle[77]. Les parties du XVIIe siècle (portail sur la place du Marché, façades en retour d'équerre en granit et décorées de pilastres et cartouches, escalier en pierre et salle au rez-de-chaussée de l'aile en avancée) sont inscrits au titre des monuments historiques par arrêté du 26 juillet 1934[77].

La ville abrite d'autres lieux notables.
- Le musée de la Sénatorerie, musée d'art et d'archéologie, avec différents départements : sciences naturelles, armes, tapisseries, sculpture, peinture, émaux, pièces archéologiques… En partie édifié au XVIIIe siècle, l'hôtel de la Sénatorerie servait de résidence aux sénateurs sous Napoléon. Dès 1832, la Société des sciences naturelles et archéologiques de la Creuse, l'une des plus vieilles sociétés savantes de France, y réunit des collections d'histoire naturelle et d'œuvres d'art. En 1907, l'hôtel de la Sénatorerie devient un musée, entouré d'un parc aux arbres centenaires[78] ;
- Le monument aux morts d'inspiration pacifiste a été inauguré le 1er juillet 1923. Jean Lagrue en est l'architecte. La sculpture, représentant une pleureuse[79] est du Limougeaud Henri Coutheillas (1862-1928)[80] ;
- Le théâtre à l'italienne, joyau architectural construit en 1837, rénové en 1928 et devenu salle de cinéma en 1932 jusqu'au 31 décembre 1983, date de sa fermeture[81].

### Édifices religieux

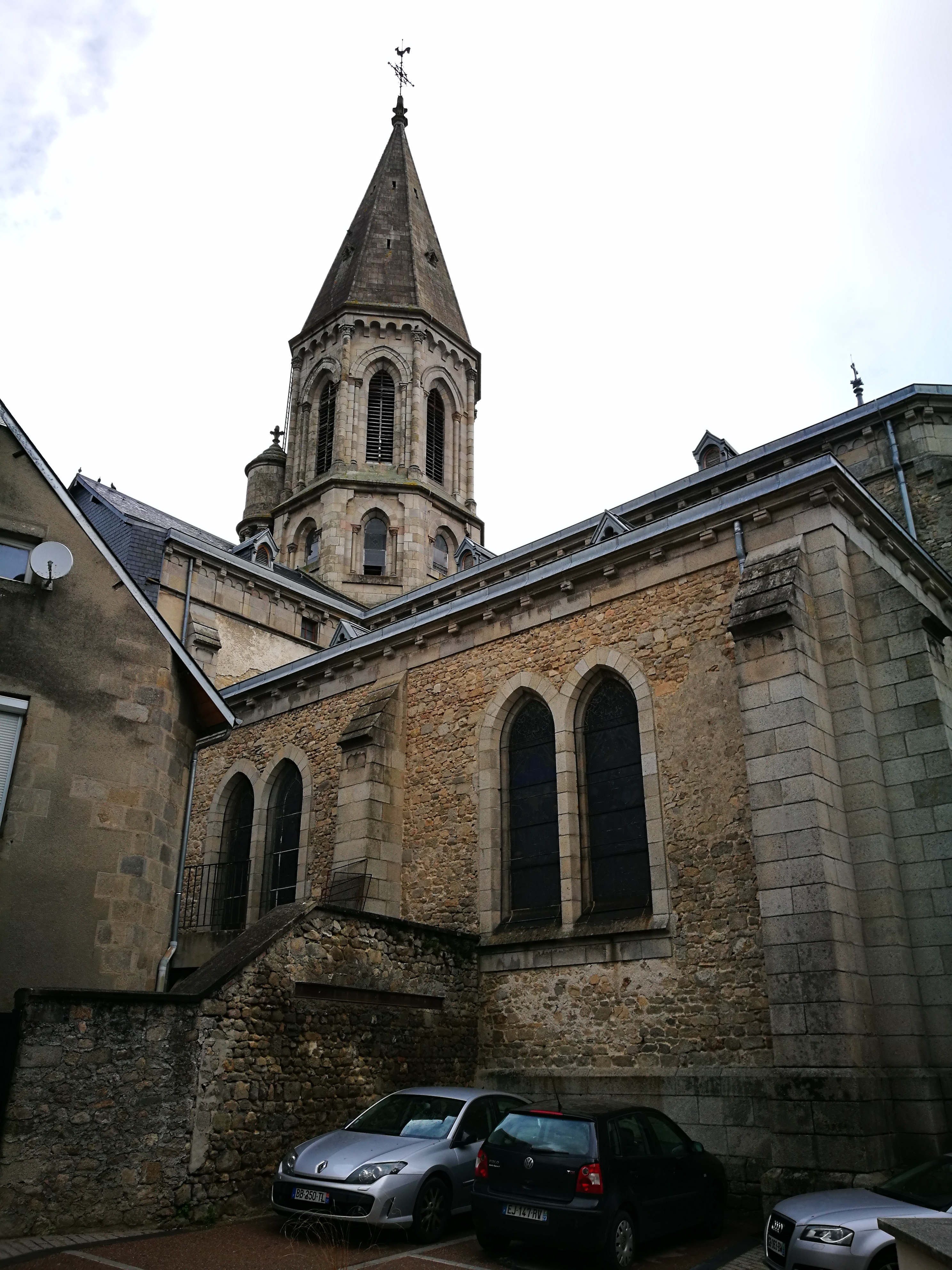
Église Saint-Pierre-et-Saint-Paul.

- L'église Saint-Pierre-et-Saint-Paul, rue de l'Église ;
- La chapelle Notre-Dame du collège Notre-Dame, allée du Chanoine-Plazanet ;
- La chapelle de la Providence, rue de la Sénatorerie ;
- La chapelle Saint-Sylvain (conseil général), place Louis-Lacrocq ;
- La chapelle du cimetière de Chandonnet, rue de la Madeleine ;
- La chapelle du cimetière des pénitents de Chandonnet, rue des Chrysanthèmes ;
- La chapelle, place de Maindigour, à Maindigour ;
- La chapelle du lycée Pierre-Bourdan, place Molière ;
- L'église évangélique des Assemblées de Dieu, place Bonnyaud.
- L'église évangélique Vie et Lumière, allée Jacques Brel.
- La salle du royaume des témoins de Jehovah, rue de Beauregard.

### Héraldique
| Blason de Guéret | Blason  | D'azur à la forêt de sinople sur une terrasse du même, au cerf passant d'or brochant sur le tout.              |
| Blason de Guéret | Détails | Il s'agit d'armes à enquerre, c'est-à-dire non conformes la règle héraldique d'alternance des émaux et métaux. |